# 자기광 커 효과
물리학에서 자기광 커 효과(magneto-optic Kerr effect)는 자기광 효과(magneto-optic effect)의 일종이다. 자기광 커 효과는 빛이 자화된 표면 위에 입사된 뒤에 반사되었을 때, 입사광과 반사광에 차이가 만들어지는 현상을 의미한다. 자기광 커 효과가 쓰이는 대표적인 예시로는 커 현미경(Kerr Microscope)이 있다. 이것은 소재과학 분야에서 물체의 자기 구조를 파악하는 데에 사용된다.

## 정의
빛이 자화된 물체의 표면에서 반사될 경우, 빛의 편광이나 반사되는 세기에 변화가 생기게 된다. 이때 입사광과 반사광 사이에 생겨나는 변화를 자기광 커 효과(magneto-optic Kerr effect)라고 한다. 이와 유사한 효과로 패러데이 효과(Faraday effect)가 있는데 이는 빛이 자화된 물체를 투과하였을 때 빛에 변화가 생기는 효과를 의미한다.

## 역사
자기광 커 효과는 1877년 스코틀랜드의 물리학자 존 커(John Kerr)에 의해서 발견되었다.

## 종류
자기광 커 효과는 빛이 입사하는 방향과 자기장 영역의 배치에 따라 여러 종류로 나눌 수 있다.

### 극자기광 커 효과
만약 물체의 자화된 방향이 빛이 입사, 반사하는 평면에 평행하고, 물체의 표면과 수직한 방향일 경우 이를 극자기광 커 효과(Polar magneto-optic Kerr effect)라고 한다.

### 종자기광 커 효과
만약 물체의 자화된 방향이 빛이 입사, 반사하는 평면과 물체의 표면에 둘 다 평행한 방향일 경우 이를 종자기광 커 효과(Longitudinal magneto-optic Kerr effect)라고 한다. 이 경우 선형으로 편광된 빛이 반사되면 타원편광된 빛의 형태로 나오게 된다.

### 횡자기광 커 효과

횡자기광 커 효과의 예시

만약 물체의 자화된 방향이 빛이 입사, 반사하는 평면에 수직이고, 물체의 표면에 평행인 경우 이를 횡자기광 커 효과(Transversal magneto-optical Kerr effect)라고 한다.

## 원리
자기광 커 효과는 여러 방법으로 설명할 수 있다.

### 로렌츠 힘의 관점
로렌츠 힘의 관점에서 보는 방법은 정확한 계산은 할 수 없지만, 가장 쉽게 이해할 수 있는 방법이다. 자화된 물체의 표면에 편광된 빛이 입사했을 경우, 빛의 전기장에 따라서 전자가 진동하게 된다. 이때 전자는 자화된 물질 안에서 진동하게 되는데, 이때 로렌츠 힘을 받게 되어 경로가 휘게 된다. 따라서 반사되어 나오는 빛 역시 처음 입사한 빛과는 다른 편광을 가지게 된다.

### 유전율 텐서
자화된 물체 내부에서 유전율 텐서는 대각성분 이외의 성분을 가진다. 이 대각이외의 성분(off-diagonal component)들은 투자율이 이방성하게 만든다. 쉽게 말하자면 방향에 따라서 투자율이 달라진다. 빛의 속도는 투자율과 밀접한 관계를 가지므로, 빛이 방향에 따라 속도가 달라지게 된다. 즉 반사되어 나오는 빛은 입사된 빛과 다른 특성을 가지게 된다.

## 커 회전각
커 회전각(Magneto-optic Kerr rotation angle)은 빛의 편광 각이 광학적으로 활성인 자성 매질에서 반사될 때 그 회전각의 크기를 나타낸값으로 복소수 값으로 표현된다.
{\displaystyle \theta _{K}+i\eta _{K}}
한편, 자성 매질을 투과할 때에 회전하는 각의 크기를 패러데이 회전각(Faraday rotation angle)이라 한다.

## 적용

### 커 현미경

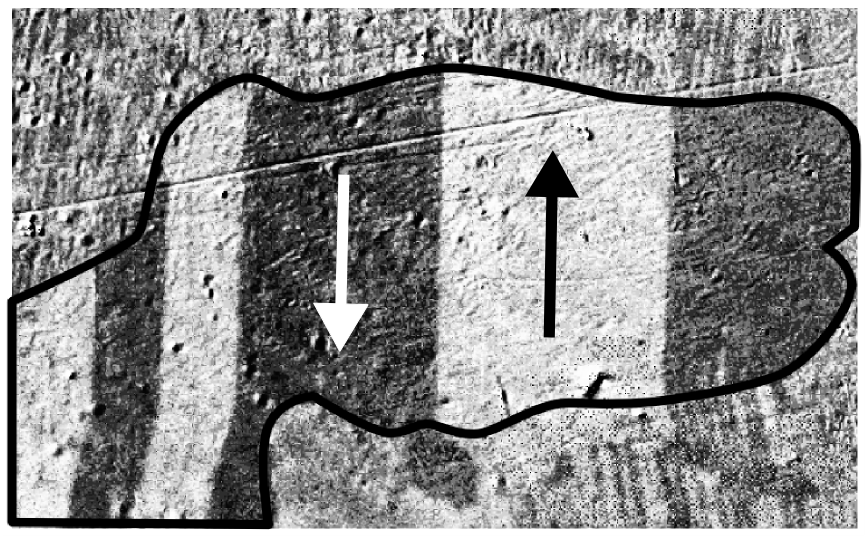
커 현미경을 이용해 찍은 이미지

커 현미경(Kerr Microscope)은 자화된 물체의 표면에 편광된 빛이 반사되었을 때 편광의 종류가 바뀌는 현상, 즉 커 자기광 현상을 이용해서 물체의 자기 영역(magnetic domain)을 찍는 현미경이다. 서로 다른 방향의 자기장은 각각 검정과 흰색으로 구분할 수 있는 이미지로 나타난다.

#### 구조
아크램프등의 광원에서 빛을 만들고 그 빛을 편광시킨다. 이때 사용하고자 하는 자기광 커 효과의 종류에 따라서 방향을 조절해준다. 그 뒤 빛을 찍고자 하는 물특징체의 표면이 반사시킨뒤 나온 빛을 다시 편광시키면서 카메라에 입력한다.

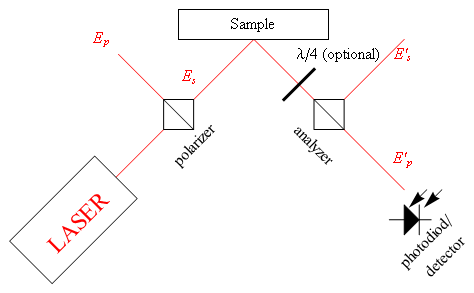
커 현미경의 간단한 모식도

#### 특징
자화된 물체의 표면에서 빛을 반사시켜야 하기 때문에 먼저 샘플의 표면을 매끄럽게 닦아주는 과정(Polishing)이 필요하다. 또한 물체에서 반사되어 나온 빛을 카메라가 실시간으로 읽기 때문에 실시간 이미지를 얻을 수 있다. 따라서 샘플에 자기장을 걸어주었을 때 샘플의 자기영역이 변하는 과정을 동영상으로 남기는 것이 가능하다.

#### 디지털 프로세싱
커 현미경은 이미지를 좀더 선명하게 하기 위해 컴퓨터를 이용한 보정과정을 이용한다. 빛이 잘 반사시키기 위해 폴리싱을 한다고 해도 한계가 있으며, 형광등과 같은 배경 빛들에 의해 생겨나는 얼룩과 같은 비자기적 요소들을 제거해주어야 한다. 그러기 위해 교류 자기장을 걸어주고, 거기서 변하지 않는 부분을 찾아내서 배경이미지를 만들어준다. 나중에 카메라의 이미지에서 앞서 찍은 배경이미지를 빼주어 보다 선명한 결과를 얻을 수 있다.

## 같이 보기
- 패러데이 효과
- 프레넬 방정식
- 존 커 (물리학자)